# Приграничный городок (мультсериал)
«Приграни́чный городо́к» (англ. Bordertown) — американский анимационный ситком для взрослых, созданный Марком Хентеманном. Сериал вышел на телеканале Fox. Bordertown рассказывает о жизни двух семей живущих в небольшом юго-западном городке рядом с границей США и Мексики. Телеканал Fox, для начала, заказал 13 эпизодов телесериала и представил его в телевизионном сезоне 2015-16. 12 мая 2016 года сериал был закрыт.

## Сюжет
Основные действия в телесериале Bordertown происходят в вымышленном городе штата Техас. Два основных героя телесериала — Бад Баквалд, работник погранично-таможенной службы, у которого трое детей и Эрнесто Гонзалес, иммигрант из Мексики, который очень счастлив быть со своей семьей в США.

## Персонажи
- Хэнк Азария (англ. Hank Azaria) — Как Баквальд, агент пограничного патруля.
- Эрнесто Гонсалес (англ. Ernesto Gonzalez) — мексиканский сосед Бада, который живёт в Мексифорнии уже 20 лет.
- Джей Си Гонсалес (Хуан Карлос) (англ. J.C. Gonzalez-Juan Carlos) — 21-летний племянник Эрнесто и Марии, выпускник колледжа, и жених Бекки.
- Пабло Барракуда (англ. Pablo Barracuda) — крупнейший наркобарон в Мексифорнии.
- Джуда Фридлендер (англ. Judah Friedlander) — 24-летний мятежник сына Дженис и Бада. В эпизоде «Американская кукла» выяснилось, что Сэнфорд родился в день пропуска; 32 февраля, поэтому у него никогда не было никаких дней рождения. В том же эпизоде намекается, что Сэнфорд — это просто прикрытие, и что его настоящее имя-Винс, хотя ранее это было намекнуто в эпизоде «День сурка».
- Мисси Пайл (англ. Missy Pyle) — 5-летняя дочь Бада и Дженис, участница конкурса красоты.
- Пепито Гонсалес (англ. Pepito Gonzales) — младший сын Эрнесто и Марии, который регулярно подшучивает над Бадом.
- Эфрен Рамирес (англ. Efren Ramirez) — Руис Гонсалес, старший сын Марии и Эрнесто.
- Пласидо Гонсалес (англ. Placido Gonzalez) — незаконный иностранец, отец Эрнесто который капризничает.
- Эль-Койот (англ. El Coyote) — мексиканский обманщик и контрабандист людей, который всегда пытается пересечь границу и регулярно насмехается над Бадом в холодных проемах.

## Список эпизодов
1. Помоловка
2. Пограничная стена
3. Мега церковь
4. Высшая школа футбола
5. День сурка
6. Забастовка Джей Си
7. Наркоборон
8. Ветра Сата-Аны
9. Сердечный приступ
10. Лесной пожар
11. Шоу - «La Fiesta Noche»
12. Американская кукла
13. Виват Койоте

## Производство

### Исполнительные продюсеры
Сет Макфарлейн и Марк Хентеманн были представлены как исполнительные продюсеры. Вскоре после этого, Алекс Картер и Дэн Веббер были представлены как сопродюсеры телесериала.

### Сценарий
Над сценарием Bordertown работает более десятка авторов. 14 ноября 2013 официально было объявлено, что Лало Алькарас работает над телесериалом в качестве сценариста.